# 1974 год в истории железнодорожного транспорта
1974 год в истории железнодорожного транспорта

## События
- В СССР возобновлено строительство Байкало-Амурской магистрали.[1]
- На Московской железной дороге прошла испытания одноконтурная система автоведения пассажирских поездов с электровозом ЧС2.[1]